# Lutz Altepost
Lutz Altepost (né le 6 octobre 1981) est un kayakiste allemand pratiquant la course en ligne.